# Wozmax
Wozmax ist eine Größenangabe für Schiffe. Sie bezeichnet einen Bautyp von Massengutfrachtern, der von der japanischen Werft Namura Shipbuilding entwickelt wurde, um mit ihm bei einer höheren Ladekapazität noch die westaustralischen Erzhäfen Port Hedland, Port Walcott und Dampier erreichen zu können. Schiffe dieser Bauart sind knapp 330 m lang und haben dabei eine Tragfähigkeit von etwas über 250.000 Tonnen. Die größten bisher üblicherweise in diesem Fahrtgebiet verwendeten Schiffe besitzen eine Tragfähigkeit von etwa 170 bis 180.000 Tonnen. Ein Wozmax-Schiff ist daher von den Abmessungen eine Unterart der Kategorie Capesize.
Das Kürzel "Wozmax" leitet sich aus den Bestandteile W für West, OZ für Australien (australisches Englisch/Slang) und Max für Maximal ab.